# Attaque de la mouche des fruits en Californie
L'attaque de la mouche des fruits en Californie désigne une invasion soudaine de mouches méditerranéennes des fruits qui s'abattit en 1989 sur la Californie et commença à dévaster les cultures. Les scientifiques sont restés perplexes, affirmant que l'apparition soudaine des insectes « défiait la logique », certains supposant même que des « terroristes biologiques » étaient responsables de cette attaque.
Des analyses ont suggéré que sans aucun doute une main extérieure avait joué un rôle dans cette forte infestation,,.
Une personne, ou un groupe de personnes, se faisant appeler « The Breeders » revendiqua la responsabilité de l'attaque, en représailles financières pour les dégâts environnementaux causés par les épandages aériens de malathion programmées par l'État.
Les membres du groupe n'ont jamais été identifiés. Par la suite, trois mois après que « The Breeders » ont annoncé le lâcher de mouches méditerranéennes, l'État acheva son programme décennal de pulvérisations de malathion et chercha d'autres méthodes pour maîtriser ces insectes ravageurs.

## Contexte

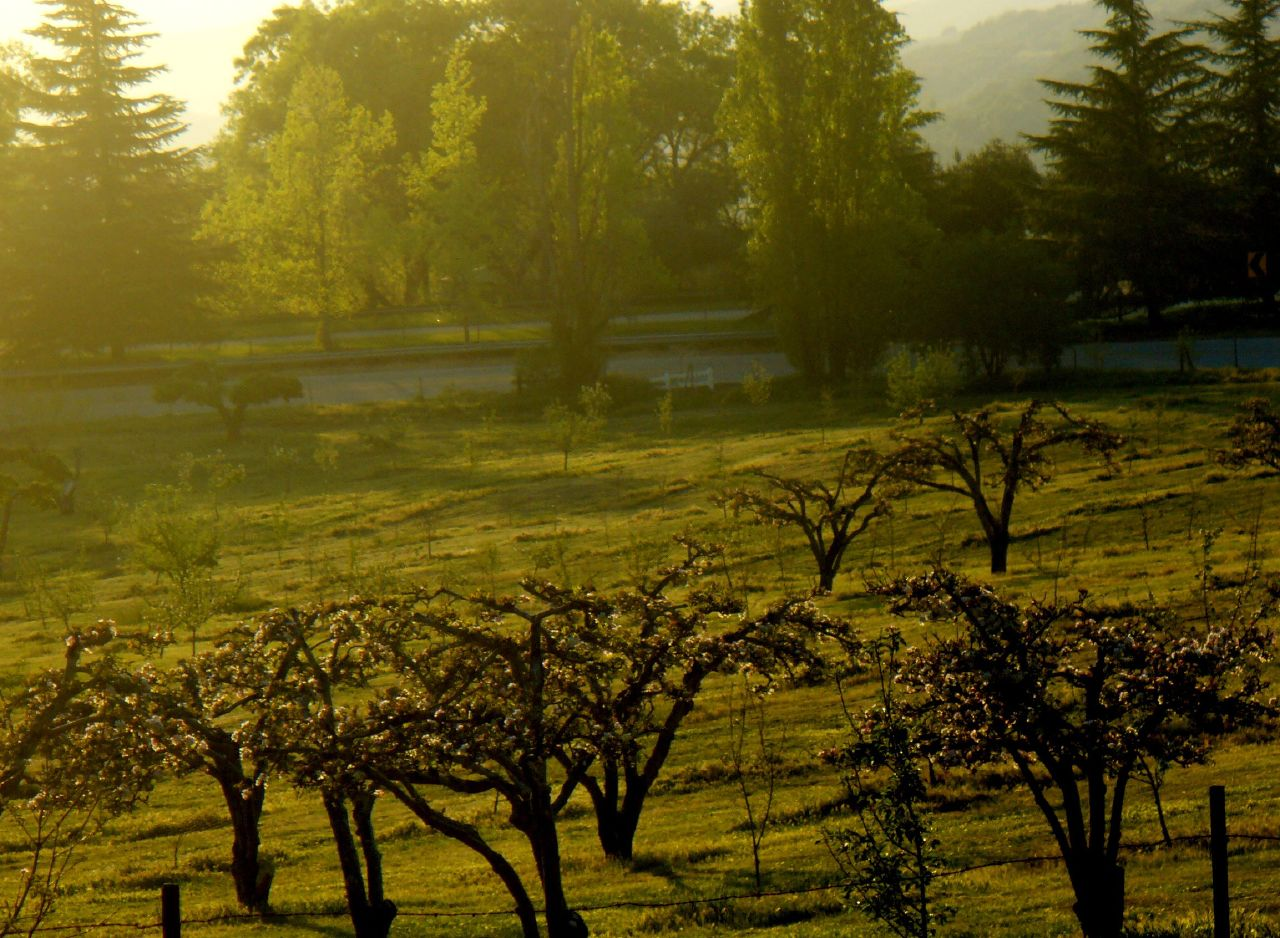
Verger en Californie.

La Californie est le cinquième producteur mondial de produits alimentaires et agricoles.
Selon le California Department of Food and Agriculture, « l'agriculture californienne est une activité de près de 36,6 milliards de dollars, qui génère en outre 100 milliards de dollars dans des secteurs économiques connexes ».
Les ventes de produits agricoles de l'État ont dépassé en 2004, pour la première fois, 30 millions de dollars.
Depuis 1975, la Californie avait subi de petites infestations annuelles par la mouche méditerranéenne des fruits, dont l'apparition était attribuée généralement à des expéditions occasionnelles de fruits ou à des visites, entre parents et amis, entre la Californie et Hawaï.
Les mouches méditerranéennes se reproduisent rapidement et leurs larves mangent les fruits avec un appétit vorace.
Elles représentent un risque notamment pour 22 cultures en Californie, dont les pommes, abricots, avocats, poivrons, cerises, dattes, figues, raisins, pamplemousses, kiwis, limes, mandarines, nectarines, olives, oranges, pêches, poires, kakis, prunes, pruneaux et tomates.
Les infestations par la mouche méditerranéenne ne sont pas sans précédent, tant en Californie qu'ailleurs en Amérique du Nord. Entre 1975 et 1993, l'État de Californie a dépensé plus de 170 millions de dollars dans des programmes d'éradication de la mouche méditerranéenne destinés à contenir douze infestations différentes.
L'État de Californie a connu cinq infestations entre 1996 et 2007 et a commencé dès 1996 à utiliser des mouches stériles dans son programme d'éradication.
Une importante infestation de mouches méditerranéennes en 1981 a coûté à la Californie 40 millions de dollars.
L'infestation de 1981 s'est transformée en une crise politique et a conduit l'État à lancer un programme d'épandage aérien en juillet de cette même année,.
Des mouches méditerranéennes ont été trouvées dans des pièges aussi tard qu'en 2007 dans le comté de Solano en Californie.
Les premières mouches méditerranéennes sont apparues en Floride en 1929 et y sont restées depuis une menace constante pour les cultures d'agrumes.
La mouche méditerranéenne a été signalée en Floride en 1997 et en 2010,.

## Attaque

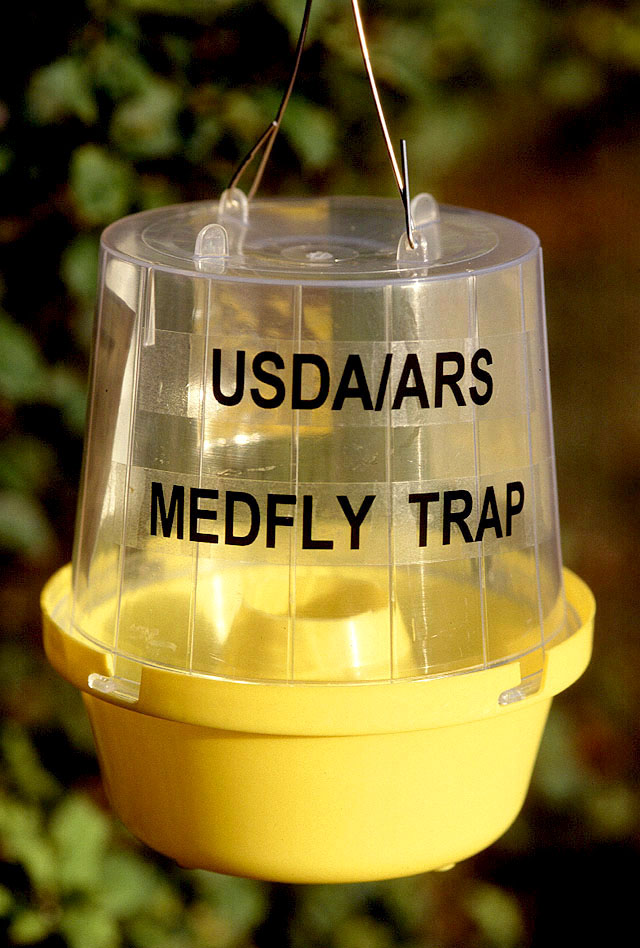
Nouveau modèle de piège à mouches des fruits utilisant trois attractifs chimiques au lieu d'un.

À partir de 1975, quand la mouche méditerranéenne des fruits a été signalée pour la première fois dans la région, la Californie a mis en place de petits pièges McPhail pour attirer et capturer les mouches pour aider à en évaluer la population. En 1989, on a capturé autant de mouches qu'au cours des quinze années précédentes.
Les plus grandes concentrations de mouches des fruits ont été trouvées dans le comté d'Orange et dans un triangle reliant le bord oriental du bassin de Los Angeles à San Bernardino et au comté de Riverside.
Le 8 décembre 1989, l'État revint sur sa position, selon laquelle les 12 foyers avérés depuis août n'étaient que des « infestations isolées » qui pouvaient être facilement éradiquées, après qu'un panel de conseillers scientifiques aient suggéré que cela n'était pas possible.
On décida qu'au lieu d'une à deux épandages aériens des zones infectées, plus d'une douzaine de pulvérisations seraient nécessaires sur une période de plusieurs mois.
En outre, le malathion n'était plus utilisé seul, mais mélangé dans un rapport de 4 à 1 avec des appâts de Nu-Lure pour attirer les insectes de la zone.
La période d'infestation s'étira de juillet 1989 à novembre 1990.
Depuis la découverte des mouches en Californie, la lutte a coûté en moyenne 26 millions de dollars chaque année, mais l'attaque de 1989 a entraîné une dépense de 60 millions de dollars en efforts d'éradication, ce qui fait de 1989, la deuxième année la plus chère dans le programme d'éradication engagé par l'État,,.
On ne sait pas si les 60 millions de dollars représentent le coût total, ou seulement la moitié à la charge de la Californie d'un éventuel coût global de 120 millions de dollars, dont l'autre moitié a été supportée par le département fédéral de l'Agriculture.

## Revendication de responsabilité
En décembre 1989, une lettre de deux pages s'adressant au maire de Los Angeles, Tom Bradley, a été envoyée au Los Angeles Times et au  Fresno Bee (quotidien local de Fresno), revendiquée ostensiblement par une organisation « écoterroriste » qui se fait appeler « The Breeders »,.
Le groupe « The Breeders » affirmait qu'il était responsable du lâcher de mouches méditerranéennes durant l'été à titre de représailles justifiées par les dégâts environnementaux causés par les épandages aériens de malathion réalisées par l'État,.
Il menaçait également d'étendre l'infestation à la vallée de San Joaquin.
La lettre affirmait que les responsables officiels auraient remarqué une légère hausse du nombre de mouches méditerranéennes autour de mars 1989.
Le groupe promettait de rendre le programme de pulvérisation aérienne politiquement et financièrement impossible par la libération coordonnée de milliers de mouches méditerranéennes. La revendication de ce groupe a été prise au sérieux dès décembre 1989.
Initialement, la lettre avait été rejetée considérant « qu'un original essayait d'obtenir beaucoup de publicité », mais on avait des preuves que le groupe avait joué un rôle dans l'infestation.
Certaines caractéristiques de l'infestation de 1989 conduisirent les enquêteurs à la conclusion que quelqu'un était responsable d'un lâcher délibéré des mouches méditerranéennes.
La forte densité des populations de mouches méditerranéennes couplée avec le faible nombre de larves trouvées dans les zones infestées laissa les entomologiste perplexes quant à la façon dont cette infestation aurait pu être tout à fait naturelle,,.
On n'a jamais pu identifier ni l'auteur de la lettre, ni aucun membre du groupe présumé.

## Réponse
Le FBI a été impliqué dans l'enquête et les lettres ont été remises à la Criminal Conspiracy Section du département de police de Los Angeles.
Au cours de l'enquête, le département de l'Agriculture des États-Unis (USDA) a tenté de contacter The Breeders par une petite annonce publiée dans le Los Angeles Times.
L'annonce déclarait : « Breeders », si vous existez vraiment, envoyez-nous un de vos petits amis. Nous voulons parler. Appelez John à l'USDA...
En réponse à la menace, le sénateur de l'État de Californie, Ruben Samuel Ayala, a présenté le projet de loi SB1754 au Comité des ressources en eau et de l'agriculture du Sénat pour criminaliser le fait, qui n'était jusqu'alors qu'un délit, pour toute personne d'introduire des mouches méditerranéennes des fruits dans l'État. Le projet de loi comprenait des peines de prison allant de 16 mois à trois ans, et une amende maximale de 10 000 dollars.
La proposition de loi du sénateur Ayala a été adoptée le 22 juin 1990, ajoutant l'article 6306 au Code de l'alimentation et de l'agriculture.
L'année suivant l'attaque, il y eut des saisies d'envois postaux dans le but d'intercepter des larves de la mouche méditerranéenne. En outre, 61 731 passagers et 2 430 expéditions de fret ont été inspectés à l'entrée dans les aéroports, mais aucune larve n'a été découverte.
Cinq «  inspections approfondies » de fret et de bagages à l'arrivée dans les aéroports de Los Angeles et San Francisco ont permis de découvrir des larves de mouches méditerranéennes.
Après que ses pulvérisations répétées ont échoué à éradiquer la menace de la mouche méditerranéenne des fruits, la Californie a arrêté son programme de pulvérisation aérienne de malathion en mars 1990, trois mois après la menace de « The Breeders ». L'État a choisi d'essayer l'introduction volontaire de millions de mouches stérilisées par irradiation pour interrompre le cycle de reproduction de l'insecte et d'en maîtriser la population.
Par la suite, on a signalé au Dakota du Sud une attaque similaire d'un ravageur du maïs ou du soja susceptible de dévaster l'activité agricole de cet État.
En mai 2001, Mark Urlaub, directeur du programme de biosécurité du département de l'Agriculture, annonça que les enquêteurs allaient « réexaminer » l'affaire de l'attaque de 1989.